# Nancy Graves
Pour les articles homonymes, voir Graves.
Nancy Graves, née le 23 décembre 1939 à Pittsfield dans le Massachusetts et morte le 21 octobre 1995 à New York, est une peintre, sculptrice, et réalisatrice américaine. 

## Biographie
Nancy Graves fait ses études de littérature anglaise au Vassar College puis entre à l'Université Yale en 1961. Elle est alors l'une des premières femmes à être admises en mastère d'art et d'architecture de l'université Yale. En 1964, elle obtient son diplôme et reçoit une bourse d'études à Paris qui engendrera de nombreux voyages. Elle se marie en 1965 avec le sculpteur Richard Serra dont elle divorce en 1970. 
En 1966, elle emménage à New York. Au cours des années 1960, elle élabore ses premiers assemblages qui comportent des animaux vivants et empaillés en grandeur nature. L'une de ses célèbres œuvres Camel est composée d'une série de trois chameaux sculptés dans trois matières différentes : bois, polyuréthane, peau et acier. Cette œuvre a été exposée en 1968 à la Graham Gallery de New York et maintenant exposée au Musée des beaux-arts du Canada. Au début des années 1970, elle se lance dans la réalisation de film de paysages aériens dans sa série Map of the Moon et cinq films d'avant-garde dont Izy Boukir, Goulimines qui sont tous les deux des films inspirés de son voyage au Maroc qu'elle a effectué dans les années 1960. 
Au début des années 1970, elle se lance dans l'assemblage d'os, de fragments corporels comme des fossiles. Elle se distingue alors de l'art abstrait et minimaliste, très présents à l'époque. C'est durant cette période qu'elle crée notamment l'une de ses œuvres Variability of Similar Forms pour laquelle elle a sculpté 36 os de la jambe, dans différentes positions, et chacune faisant la taille d'un homme. Ils sont positionnés verticalement et irrégulièrement sur un socle en bois.     
Elle a également réalisé des peintures qui s'inspirent fortement des images scientifiques et tout particulièrement liées à la géographie et à l'astronomie. À la fin des années 1970, elle revient à la sculpture avec une nouvelle technique qui consiste à faire couler différents objets dans le bronze, qu'elle peint et assemble par la suite. Dans les années 1980, Nancy Graves mélange les différentes pratiques : sculpture et peinture. 

## Œuvre et héritage
Nancy Graves s'inscrit dans le postminimalisme. Ses œuvres sont, actuellement, visibles à la Documenta, à la Biennale de Venise, dans les galeries de Londres, de Stockholm, Rome, Zurich. Son œuvre a été exposée pour la première fois en France en 2019 par la Galerie Ceysson & Bénètière.
Nancy Graves a été la plus jeune plasticienne et la cinquième femme à faire l'objet d'une rétrospective au Whitney Museum de New York. En 1972, elle est incluse dans la partie centrale de Some Living American Women Artists, un collage féministe de Mary Beth Edelson.
Une fondation a été faite à son nom : Nancy Graves Foundation, dans le but de mieux comprendre et d'explorer l'héritage des œuvres Nancy Graves.

## Expositions personnelles
- Nancy Graves: Camels, Graham Gallery, New York, avril-mai 1968.
- Nancy Graves: Camels, Whitney Museum of American Art, New York, mars-avril 1969.
- Nancy Graves, Linda Cathcart Gallery, Santa Monica, novembre-décembre, 1989.
- Lithographs Based on Geologic Maps of Lunar Orbiter and Apollo Landing Sites by Nancy Graves, Cincinnati Art Museum, Cincinnati, septembre-novembre, 1993[8].
- The Prints of Nancy Graves, Flanders Graphics, Minneapolis, décembre 1993-janvier 1994[9].